# Grandfather-Father-Son Backup
Grandfather-Father-Son Backup (en français « grand-père - père - fils »), est une méthode de rotation de sauvegarde de données utilisée assez couramment. 

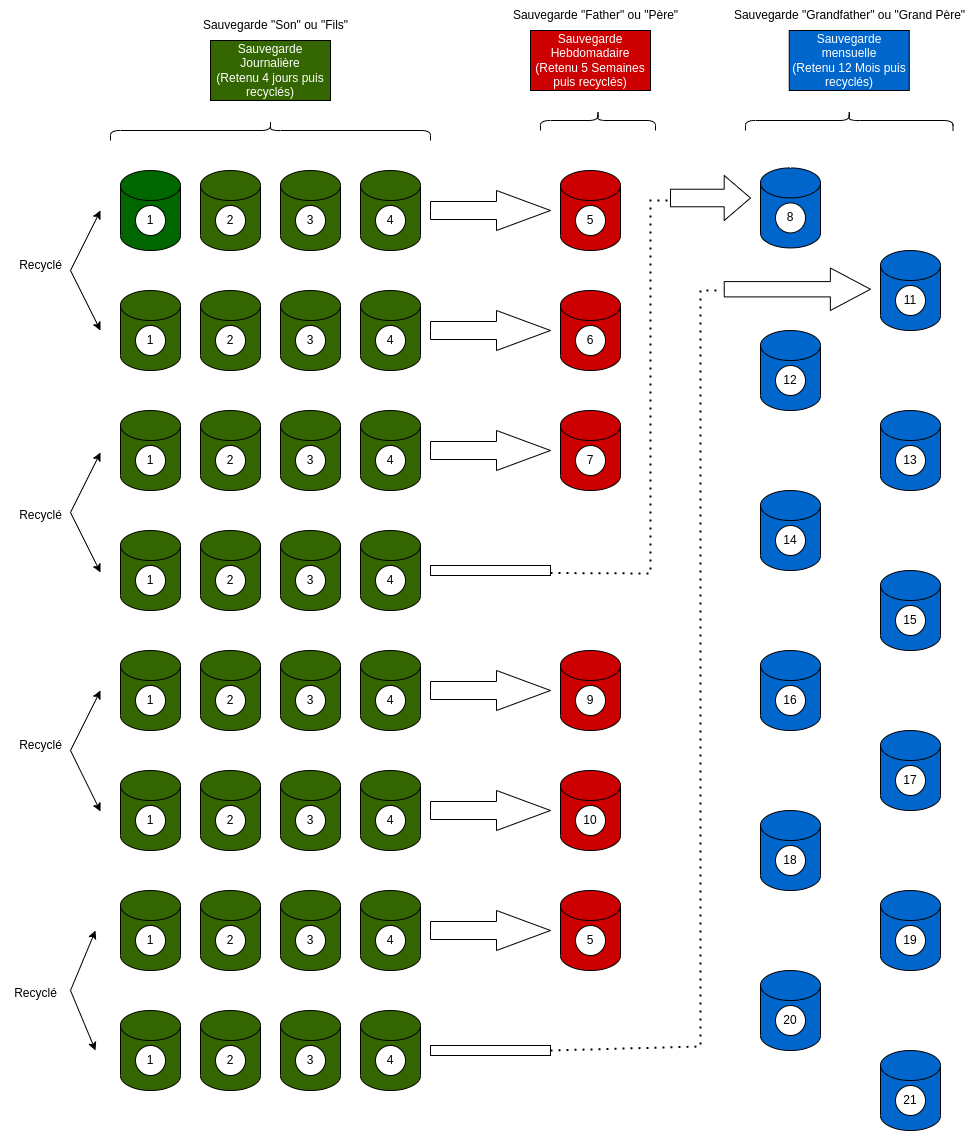

Utilisée à l'origine pour les sauvegardes sur bande magnétique, elle fonctionne pour n'importe quelle sauvegarde hiérarchique. La méthode de base est de définir trois ensembles de sauvegardes, telles que journalière, hebdomadaire et mensuelle. Les journalières, ou « fils », sont exécutées chaque jour avec l'un d'entre eux élevé au rang de « père » chaque semaine. Les hebdomadaires, ou pères, sont exécutées chaque semaine avec l'une d'entre elles élevée au rang de « grand-père » chaque mois. Souvent, on enlève une ou plusieurs des sauvegardes promues du site pour permettre la réalisation d'un plan de secours.